# グレーター・ロンドン
グレーター・ロンドン（英: Greater London）は、イギリスおよびイングランドの首都ロンドンの行政区画を形成するリージョンであり、地方長官職を任官する目的で設置されるカウンティの1つでもある。日本語では、大ロンドンとも称されることがある。32のロンドン特別区 およびシティ・オブ・ロンドン で構成される、33の地方行政区画に組織されている。サザークに拠点を置く、ロンドン市長とロンドン議会から成るグレーター・ロンドン・オーソリティー（大ロンドン庁）が、リージョン全体の戦略的な地方自治を担う。シティ・オブ・ロンドンのみに関わる地方自治は、シティ・オブ・ロンドン・コーポレーションが担う。
カウンティとしてのグレーター・ロンドンは、1963年ロンドン政府法 (London Government Act 1963) の施行により、1965年4月1日に設置された。行政上、グレーター・ロンドンは当初、グレーター・ロンドン・カウンシル（1963年 - 1986年）の下、スイ・ジェネリス (Sui generis) カウンシル地域として設置された。この地域は1994年にリージョンとして再設置され、2000年にグレーター・ロンドン・オーソリティーが発足した。
2011年の国勢調査によれば、リージョンの面積は1,572 km2 (607 sq mi)で、人口は8,174,000人であった。カウンティとしてのグレーター・ロンドンの領域は、これとは独立したカウンティであるシティ・オブ・ロンドンを除いては、リージョンと同じである。2012年の統計では、住民一人当たりのGVA（粗付加価値）は£37,232と、全国で最高額であった。国の統計では、グレーター・ロンドン都市的地域という用語が、行政上のリージョンの外側の地域を含めた、ロンドンの連続した都市地域の尺度として使用されることがある。

## 歴史
Greater London（グレーター・ロンドン）という語は、統治、統計、歴史、日常など、さまざまな分野を説明するために使用されている。
典礼カウンティの面では、ロンドンは小さなシティ・オブ・ロンドンと、それよりもはるかに大きなグレーター・ロンドンに区分される。この編成は、ロンドンという地域が成長を続け、隣接する地域を吸収合併していく中でも、一連の行政改革がシティ・オブ・ロンドンを周辺の都市的地域と合併させることなく、その独特の政治機構を存続させてきたために生じたものである。シティを囲む境界線の外側では、1855年以来多様な行政区画の配置が行われ、最終的には1965年に行政区域としてのグレーター・ロンドンが創設されるに至った。
Greater London（グレーター・ロンドン）という用語は、1965年よりもかなり前から使われており、特にロンドン警視庁管区 (Metropolitan Police District) （1901年の国勢調査にて）、首都水道委員会 (Metropolitan Water Board) （ロンドン・カウンティ・カウンシルが統計において援用）、ロンドン旅客運輸地域および戸籍登録長官 (Registrar General) がGreater London Conurbation（グレーター・ロンドン・コナーベーション）として定義した地域 において、言及がみられる。The Greater London Arterial Road Programmeという幹線道路計画は、1913年から1916年までの間に考案された。初期の形式で比較的大規模なものとして、Greater London Planning Region（1927年考案）があり、この区域は1,856平方マイル (4,810 km2)の面積に900万人の人口が占めていた。

### カウンティ・オブ・ロンドンを拡張する提案
1889年にカウンティ・オブ・ロンドン (County of London)  の区域を占めるロンドン・カウンティ・カウンシル (LCC) が創設されたが、このカウンティはロンドンの市街化地域の全てを占めてはいなかった。特に、ウェストハム (West Ham) とイーストハム (East Ham) 、そして、広大なベコンツリー・エステート (Becontree Estate) を含む、多くのLCCの住宅開発計画対象地域が区域の外側にあった。第一次世界大戦が終結すると間もなく、LCCは当時ロンドン警視庁とロンドン市警察の管区内に122の住宅当局があったことを指摘し、カウンティの境界線の変更を強く求めた。ロンドン政府に関する王立委員会 (Royal Commission on London Government) が立ち上げられ、この問題について審議された。LCCはグレーター・ロンドンのために、ロンドン警視庁管区とホーム・カウンティの間を境界とする、広大な区域を新たに設けることを提案した。この提案に対し、当局が対象としている地域にウィンザー、スラウ、そしてイートンが含まれるかもしれないことに、抗議が起こった。委員会は1923年に報告書を公表し、LCCの構想を却下した。この際、2部の反対意見書は、比較的小さなバラ・カウンシルと戦略的機能を持つ中央当局の両方を含めた、小規模の都市的地域の合併を越えた変更に賛意を表明した。翌年、1924年ロンドン交通法 (London Traffic Act 1924) が委員会の審議の結果を受けて成立した。カウンティ・オブ・ロンドンとその周囲における地方自治制度改革は、次にエドウィン・ハーバートを議長とするグレーター・ロンドンにおける地方政府に関する王立委員会 (Royal Commission on Local Government in Greater London) によって検討が進められ、3年間の審議の末、1960年に「ハーバート報告」 (the 'Herbert Report') が提出された。委員会は「万一コミュニティがグレーター・ロンドンの一部分を形成したとしたら如何か」を決定するために、次の3つの試問を適用した。一、独立したセンターとしての当地域はそれ自体でどれくらい強固であるか。一、そのロンドンとの諸関係はどのくらい強固であるか、そしてどれくらい強固に、内向きにロンドンへ向かってではなく、外向きに国内へ向かって引き寄せられるものがあるか。

### グレーター・ロンドンが正式に発足

旧グレーター・ロンドン・カウンシルの紋章

1963年に制定され、1965年4月1日に施行された1963年ロンドン政府法 (London Government Act 1963) に基づき、ミドルセックスおよび（ロンドン・カウンティ・カウンシル (LCC) が一定の権限を有していた）ロンドン（シティ・オブ・ロンドンを含む）の各行政カウンティを置き換え、さらにエセックス、ハートフォードシャー、ケント、サリーの一部を吸収合併して、グレーター・ロンドンが正式に発足した。当初のグレーター・ロンドンの行政は、2層からなる地方自治制度を組み合わせた独特の制度の上に成り立ち、グレーター・ロンドン・カウンシル (GLC) が（小さなシティ・オブ・ロンドンを治める）シティ・オブ・ロンドン・コーポレーションおよび32あるロンドン特別区のカウンシルと権限を共有していた。GLCは、サッチャー政権下で成立した1985年地方政府法 (Local Government Act 1985) により、一部の権限をシティと32のロンドン特別区に移し、残りを中央政府と合同委員会に返す形で、翌1986年に廃止された。
グレーター・ロンドンは、1994年にイングランドのリージョンとしてのロンドン (London region) として復活した。その後、1998年に実施された住民投票によって、この広域なリージョンに再び1つ上の階層の政府を創設するという市民の意思を確立した。1999年グレーター・ロンドン・オーソリティー法 (Greater London Authority Act 1999) により、2000年にグレーター・ロンドン・オーソリティー (GLA) 、ロンドン議会および直接公選制のロンドン市長が創設された。2000年には、ロンドン警視庁管区 (Metropolitan Police District) の外側の境界線がグレーター・ロンドンの境界線に合わせて再調整された。2000年と2004年のロンドン市長選挙は、GLCの最後の議長でもあったケン・リヴィングストン（労働党）が勝利した。2008年と2012年の選挙ではボリス・ジョンソン（保守党）が勝利した。2016年の選挙ではサディク・カーン（労働党）が勝利した。

## 地理

グレーター・ロンドン都市的地域と行政上の境界

グレーター・ロンドンは継続してグレーター・ロンドン都市的地域 (Greater London Urban Area) およびその歴史的な緩衝地帯の最も密接に関連する部分を含んでいる。このようにして、5つの特別区では、市内の公園と同様の方法で指定された緑地を守るメトロポリタン・グリーンベルト (Metropolitan Green Belt) の重要な部分を含んでいる。グレーター・ロンドンは、北方ではハートフォードシャー、西方ではバークシャーとバッキンガムシャー、南東ではケント、南方および南西ではサリーの“ホーム・カウンティ”と隣り合っている。標高が最も高い地点はケントとの境界線上にあるノース・ダウンズのウェスターアン・ハイツ (Westerham Heights) で、標高は245メートルである。
1965年の設置以来、中央政府はグレーター・ロンドンの境界線の変更を重ねてきたが、中でも最大の変更は1969年のファーリーのサリーへの編入とノックホルトのケントへの編入である。そのほかには、テムズ内の2島をサリーと交換したり、1990年代に環状自動車道であるM25高速道路近くの3つの特別区の境界線の一部を調整したりしたことが挙げられる。この環状高速道路の外側に位置するグレーター・ロンドンの唯一の部分は、その中心から最も遠い土地であるノース・オッケンドンである。
グレーター・ロンドンの大部分は2008年2月4日に発効したロンドン低排出ゾーン (London low emission zone) を形成している。

## 統治

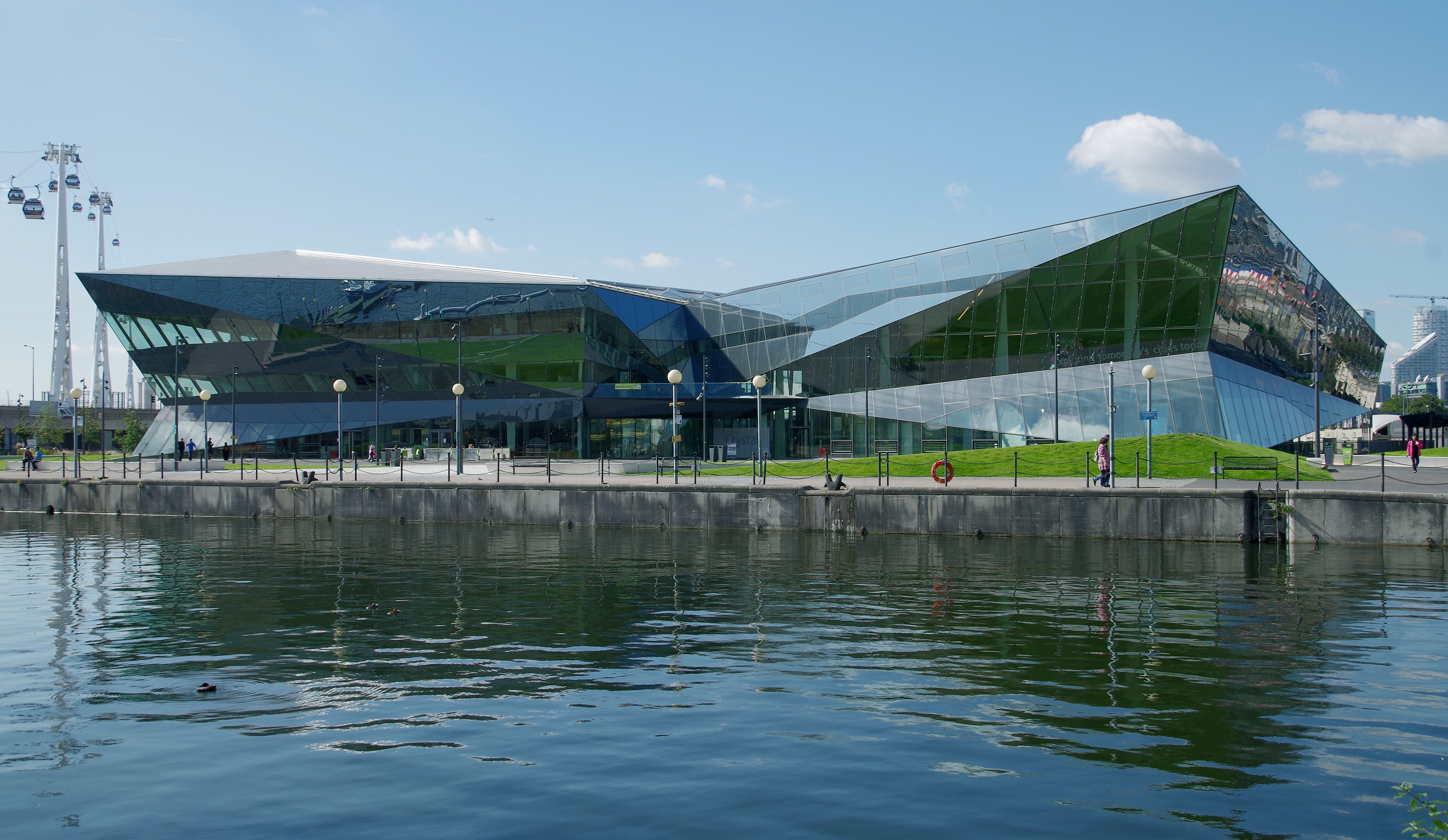
市役所(シティ・ホール)に拠点を置くグレーター・ロンドン・オーソリティー (GLA)

グレーター・ロンドン・オーソリティー (GLA) のロゴ

### ロンドン市長
ロンドン市長 (Mayor of London) は直接公選制の政治家で、ロンドン議会と協力して、グレーター・ロンドンの戦略的政府に責任を負う。

### ロンドン議会
ロンドン議会 (London Assembly) の議員選挙は、ロンドンを14の選挙区に分割し、各選挙区に2つないし3つの特別区を代表させて行われる。このうち、シティ・オブ・ロンドンはシティ・アンド・イースト (City and East) 選挙区の一部である。

### 英国議会
英国議会下院の総選挙において、ロンドンは73の国政選挙区 (Parliamentary borough constituencies) に分かれており、それらは1つまたは2つ以上の特別区から、複数の区 (wards) が合体した地区から構成される。典型的に、1つの特別区 (borough) は、2つか3つの選挙区にわたっている。

### 欧州議会
EU離脱以前の欧州議会選挙では、ロンドンは単一の選挙区から選出される議員に代表されていた。

### 地位
グレーター・ロンドンはイングランドのリージョンの1つであって、国王から与えられる「シティ（市）」の地位シティ・ステータスは有していない。その内で、シティ・オブ・ロンドンとシティ・オブ・ウェストミンスターには、正式なシティ（市）の地位が授けられている。それにもかかわらず、グレーター・ロンドンは都市圏および自治体をいう一般的な意味では通例「シティ（市）」であるとみなされている。グレーター・ロンドンの統監職が（シティ・オブ・ロンドンを除く）当地域に任官される。1997年地方長官法 (Lieutenancies Act 1997) の目的では、当地域はカウンティとして定義されている。
ロンドン (London) という語は通常グレーター・ロンドンまたはその都市圏を指すが、（それほど頻繁ではないものの）古くて小さなシティ・オブ・ロンドン（ロンドン市）を指すことがある。この小さな地域は、しばしば「シティ」 ("the City") または「スクエア・マイル」 ("the Square Mile") と呼ばれ、金融の中枢を形成している。古くは、ロンドンの都市化された地域はメトロポリス (the Metropolis) として知られていた。今日の一般的な用法では、「ロンドン」 ("London") と「グレーター・ロンドン」 ("Greater London") は通例、区別なく使われている。グレーター・ロンドンは公式には、何らかの目的で、異なる定義をもって、インナー・ロンドンとアウター・ロンドンに区分される。いくつかの目的のために、戦略的な都市計画であるロンドン計画 (the London Plan) では、5つの区域に分けられる。

### 戦略的な地方政府
グレーター・ロンドンは戦略的な地方政府であるグレーター・ロンドン・オーソリティー (GLA) の統治下にある。GLAは、選挙により議員が選出される議会であるロンドン議会 (London Assembly) と、行政の長たるロンドン市長 (Mayor of London) から成る。
2018年3月現在の市長 は、サディク・カーンである。市長はロンドン議会に注意深く調べられ、議会は市長が提出した年間予算案を（3分の2の多数で）修正することがあるが、市長が発する諸命令を阻止する権限を欠いている。GLAの本部はサザーク区のシティ・ホールに所在する。市長はグレーター・ロンドンの戦略的計画に責任を負い、当選任期毎にロンドン計画 (London Plan) を作成または修正するように要求される。

### 地方自治体
グレーター・ロンドンは32のロンドン特別区（ロンドン・バラ）に区分されてロンドン・バラ・カウンシルが各区を統治する一方、シティ・オブ・ロンドンは12世紀まで遡る独特の統治機構を有している。
全てのロンドン特別区のカウンシルはロンドン自治体連合 (London Councils) に所属する。そのうち、ケンジントン・アンド・チェルシー区、キングストン・アポン・テムズ区、グリニッジ区の3つのロンドン特別区には、名誉ある王立特別区 (Royal Borough) の称号が与えられている。シティ・オブ・ロンドンの域内には、ミドル・テンプルとインナー・テンプルと呼ばれるリバティがある。

## 人口統計
工業化が進んだことにより、19世紀から20世紀初めにかけて、ロンドンの人口は急速に成長し、1925年にニューヨークにその座を奪われるまで、世界で最も人口の多い都市であった。人口がピークに達したのは1939年で、当時の人口は8,615,245人であった。
ロンドンの連続的な都市圏はグレーター・ロンドンの境界線を越えて拡大し、2005年には推計9,332,000人が在住していた。一方で、グレーター・ロンドンよりも広範囲に及ぶ都市圏人口は、都市圏の定義にもよるが、1200万人から1400万人程度である。
リージョンの面積は1,579平方キロメートルで、人口密度は4,761人/平方キロメートルである。これは、他のどのイギリスのリージョンと比べても10倍以上の数字である。人口の多さという点では、ロンドンは世界で25番目の都市であり、17番目の都市的地域である。米ドル換算の億万長者の居住者数では、世界第4位の都市である。また、東京とモスクワに並んで、世界で最も生活費のかかる都市の1つでもある。

### 民族構成
2001年の国勢調査では、人口の71.15%が民族構成統計上の白人に分類され、イギリス系 (White British) が59.79%、アイルランド系 (White Irish) が3.07%、（ギリシャ系キプロス民族、イタリア系、ポーランド系、ポルトガル系が大半を占める）その他 (Other White) が8.29%であった。インド系、パキスタン系、バングラデシュ系および（スリランカ系、アラブ系およびその他の南アジア系民族が大半である）その他のアジア系 (Other Asian) がアジア系 (British Asian) に分類され、12.09%を占めていた。10.91%は黒人 (Black British) に分類され、約6%がアフリカ系 (Black African) 、4%がカリブ系 (Black Caribbean) 、0.84%がその他の黒人 (Other Black) であった。3.15%は混血で、1.12%が中国系、1.58%がその他（フィリピン系、日系、韓国系、ベトナム系およびその他の東洋系 (British Orientals) が大部分）であった。住民の21.8%は欧州連合域外で出生した。アイルランド系民族（アイルランド共和国および北アイルランド出身者）は約200,000人で、スコットランド系とウェールズ系を合わせた人口と同程度である。
2005年1月、ロンドンの民族および宗教の多様性に関する調査によると、300以上の言語が話され、50以上の非土着民族コミュニティがあり、その人口は10,000人以上であるとのことであった。国家統計局の統計によれば、2006年には、ロンドンの外国出生者の人口は2,288,000人 (31%) で、1997年の1,630,000人より増加した。2001年の国勢調査によれば、人口の27.1%はイギリス国外で生まれ、非白人に分類される人口がわずかに高い割合で存在することが示された。
2011年の国勢調査では、人口の59.79%が民族構成統計上の白人に分類され、イギリス系 (White British) が44.89%、アイルランド系 (White Irish) が2.15%、（ギリシャ系キプロス民族、イタリア系、ポーランド系、スペイン系、コロンビア系およびポルトガル系が大半を占める）その他 (Other White) が12.65%であった。インド系、パキスタン系、バングラデシュ系および（スリランカ系、アラブ系およびその他の南アジア系民族が大半である）その他のアジア系 (Other Asian) がアジア系 (British Asian) に分類され、18.49%を占めていた。13.32%は黒人 (Black British) に分類され、7%がアフリカ系 (Black African) 、4.22%がカリブ系 (Black Caribbean) 、2.08%がその他の黒人 (Other Black) であった。4.96%は混血で、3.44%がその他（フィリピン系、日系、韓国系、ベトナム系およびその他の東洋系 (British Orientals) が大部分）であった。
右の表が示しているのは、2011年の最新の国勢調査の実施時点における、住民の出生地の上位30か国である。ただし、これらの数値は各国に関連する特定の民族集団の総人口を公正に指し示すものではない。たとえば、ギリシャ民族（ギリシャおよびキプロス）に起源をもつロンドン市民は300,000人であるが、ロンドンに組織化されたギリシャ系コミュニティが成立したのは、この2世紀近い間のことである。同じことはイタリア系およびフランス系のロンドン市民についてもいえ、これらのコミュニティが成立したのは数世紀ほどの間のことである。ポーランド系コミュニティは中世後期以来ロンドンに存在しているが、2001年の国勢調査においては顕著ではなく、2004年以来顕著に成長してきた結果として、2010年6月までに122,000人のポーランド系住民がロンドンに居住するようになった。ドイツ生まれの市民の人口データは誤解を抱かせやすい。というのも、それにはドイツに駐留するイギリス軍に従事している親元に生まれたイギリス国籍者が含まれるためである。
ロンドンは数世紀の間、安全な場所として、あるいは経済的な理由のために、移民・難民たちにとって関心の的であり続けている。ユグノー、東欧のユダヤ人、キプロス人および東アフリカ系アジア人はかつての移民の例であり、アイルランド人、バングラデシュ人、西インド諸島の人々が新たな生活の場を求めてロンドンにやって来た。イーストエンド地区のスピタルフィールズ辺りは、いくつかの民族にとって最初の住まいとなり、繁栄するにつれて、ロンドンの他の地区へと移っていった。
| 民族種別                                                                         | 2001年           | 2001年  | 2011年           | 2011年  |
| 民族種別                                                                         | 人口（単位：人） | %       | 人口（単位：人） | %       |
| -------------------------------------------------------------------------------- | ---------------- | ------- | ---------------- | ------- |
| White: British （白人：イギリス系）                                              | 4,287,861        | 59.79%  | 3,669,284        | 44.89%  |
| White: Irish （白人：アイルランド系）                                            | 220,488          | 3.07%   | 175,974          | 2.15%   |
| White: Gypsy or Irish Traveller （白人：ジプシーまたはアイリッシュ・トラベラー） | N/A              | N/A     | 8,196            | 0.10%   |
| White: Other （白人：その他）                                                    | 594,854          | 8.29%   | 1,033,981        | 12.65%  |
| 白人：小計                                                                       | 5,103,203        | 71.15%  | 4,887,435        | 59.79%  |
| Asian or Asian British: Indian （アジア人またはアジア系：インド系）              | 436,993          | 6.09%   | 542,857          | 6.64%   |
| Asian or Asian British: Pakistani （アジア人またはアジア系：パキスタン系）       | 142,749          | 1.99%   | 223,797          | 2.74%   |
| Asian or Asian British: Bangladeshi （アジア人またはアジア系：バングラデシュ系） | 153,893          | 2.15%   | 222,127          | 2.72%   |
| Asian or Asian British: Chinese （アジア人またはアジア系：中国系）               | 80,201           | 1.12%   | 124,250          | 1.52%   |
| Asian or Asian British: Other Asian （アジア人またはアジア系：その他のアジア系） | 133,058          | 1.86%   | 398,515          | 4.88%   |
| アジア人またはアジア系：小計                                                     | 946,894          | 13.20%  | 1,511,546        | 18.49%  |
| Black or Black British: African （黒人または黒人系：アフリカ系）                 | 378,933          | 5.28%   | 573,931          | 7.02%   |
| Black or Black British: Caribbean （黒人または黒人系：カリブ系）                 | 343,567          | 4.79%   | 344,597          | 4.22%   |
| Black or Black British: Other Black （黒人または黒人系：その他の黒人）           | 60,349           | 0.84%   | 170,112          | 2.08%   |
| 黒人または黒人系：小計                                                           | 782,849          | 10.92%  | 1,088,640        | 13.32%  |
| Mixed: White and Black Caribbean （混血：白人とカリブ系黒人）                    | 70,928           | 0.99%   | 119,425          | 1.46%   |
| Mixed: White and Black African （混血：白人とアフリカ系黒人）                    | 34,182           | 0.48%   | 65,479           | 0.80%   |
| Mixed: White and Asian （混血：白人とアジア系）                                  | 59,944           | 0.84%   | 101,500          | 1.24%   |
| Mixed: Other Mixed （混血：その他の混血）                                        | 61,057           | 0.85%   | 118,875          | 1.45%   |
| 混血：小計                                                                       | 226,111          | 3.15%   | 405,279          | 4.96%   |
| Other: Arab （その他：アラブ系）                                                 | N/A              | N/A     | 106,020          | 1.30%   |
| Other: Any other ethnic group （その他：上記以外の民族）                         | 113,034          | 1.58%   | 175,021          | 2.14%   |
| その他：小計                                                                     | 113,034          | 1.58%   | 281,041          | 3.44%   |
| 合計                                                                             | 7,172,091        | 100.00% | 8,173,941        | 100.00% |

### 人口

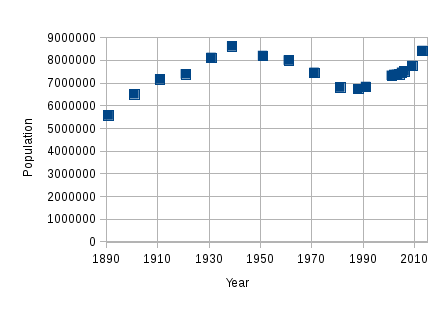
グレーター・ロンドンの人口推移（推計値）

現在のグレーター・ロンドンに相当する区域の人口は、1801年の約110万人 から1939年には推計860万人に増加したが、1988年には670万人まで減少し、1990年代に再び増加し始めた。
2006年までには、人口は1970年の水準（1920年代と同等の水準）にまで回復し、その後は1939年のピーク時の人口に近づきつつある。
ここに示すデータは、2001年時点のグレーター・ロンドンの区域を対象としている。1971年以前のデータは、国家統計局が過去の国勢調査に基づいて、2001年時点の区域に合わせて再構築したものである。1981年以降のデータは、その年の中期推計値（2007年8月改定）であり、ロンドンの人口が少なめに推計されることで知られる国勢調査のデータよりも正確である。
| 1891年 | 4月5日-6日                       | 5,572,012人                      |
| 1901年 | 3月31日-4月1日                   | 6,506,954人                      |
| 1911年 | 4月2日-3日                       | 7,160,525人                      |
| 1921年 | 6月19日-20日                     | 7,386,848人                      |
| 1931年 | 4月26日-27日                     | 8,110,480人                      |
| 1939年 | 中期推計値                       | 8,615,245人                      |
| 1951年 | 4月8日-9日                       | 8,196,978人                      |
| 1961年 | 4月23日-24日                     | 7,992,616人                      |
| 1965年 | グレーター・ロンドンが正式に設置 | グレーター・ロンドンが正式に設置 |
| 1971年 | 4月25日-26日                     | 7,452,520人                      |
| 1981年 | 中期推計値                       | 6,805,000人                      |
| 1988年 | 中期推計値                       | 6,729,300人                      |
| 1991年 | 中期推計値                       | 6,829,300人                      |
| 2001年 | 中期推計値                       | 7,322,400人                      |
| 2002年 | 中期推計値                       | 7,361,600人                      |
| 2003年 | 中期推計値                       | 7,364,100人                      |
| 2004年 | 中期推計値                       | 7,389,100人                      |
| 2005年 | 中期推計値                       | 7,456,100人                      |
| 2006年 | 中期推計値                       | 7,512,400人                      |
| 2009年 | 中期推計値                       | 7,753,600人                      |
| 2013年 | 中期推計値                       | 8,416,535人                      |
| 2014年 | 中期推計値                       | 8,546,761人                      |

## 経済
次の表は、国家統計局が 公表 (pp. 240–253) した、インナー・ロンドンの当期基本価格ベースの地域別粗付加価値額 (GVA) の傾向を示す（単位は全て「100万英ポンド」）。
| 年     | 地域別粗付加価値額 | 農業 | 工業   | サービス業 |
| ------ | ------------------ | ---- | ------ | ---------- |
| 1995年 | 64,616             | 7    | 8,147  | 56,461     |
| 2000年 | 92,330             | 6    | 10,094 | 82,229     |
| 2003年 | 112,090            | 12   | 10,154 | 101,924    |

Eurostatのデータは、インナー・ロンドンの域内総生産 (GDP) は2009年には2320億ユーロを計上し、一人当たりのGDPは78,000ユーロであったことを示している。
次の表は、国家統計局が 公表 (pp. 240–253) した、アウター・ロンドンの当期基本価格ベースの地域別粗付加価値額 (GVA) の傾向を示す（単位は全て「100万英ポンド」）。
| 年     | 地域別粗付加価値額 | 農業 | 工業   | サービス業 |
| ------ | ------------------ | ---- | ------ | ---------- |
| 1995年 | 44,160             | 51   | 10,801 | 33,307     |
| 2000年 | 60,304             | 43   | 12,529 | 47,732     |
| 2003年 | 67,582             | 39   | 13,081 | 54,462     |

Eurostatのデータは、アウター・ロンドンの域内総生産 (GDP) は2009年には1030億ユーロを計上し、一人当たりのGDPは21,460ユーロであったことを示している。

## 宗教

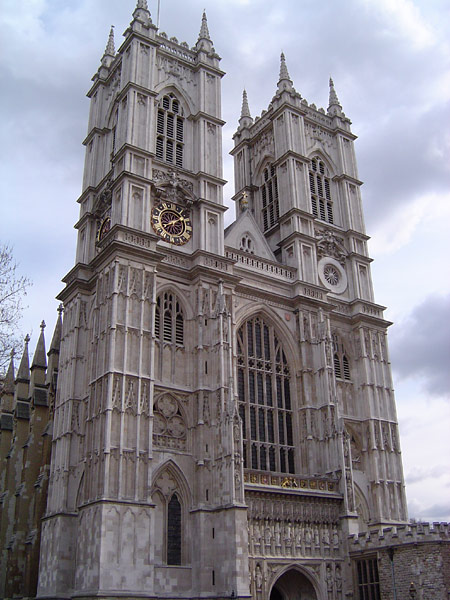
世界遺産登録地およびイギリスの君主の戴冠式の式場であるウェストミンスター寺院

最大の宗教的集団を形成しているのはキリスト教徒 (48.4%) で、ムスリム (12.4%) 、ヒンドゥー教徒 (5.1%) 、ユダヤ教徒 (1.8%) 、シク教徒 (1.5%) がそれに続き、無宗教の人々も相当の割合である (20.7%) 。イギリスは伝統的にキリスト教徒の国であり、ロンドン（特にシティ）は多くの教会を抱える。シティにあるセント・ポール大聖堂とテムズ川南岸にあるサザーク大聖堂は共に聖公会の行政上の中心地であるが、イングランド国教会および世界中に広がるアングリカン・コミュニオンの長たるカンタベリー大主教の公邸はランベス区のランベス宮殿にある。
国家および王室の重要な儀式はセント・ポール大聖堂とウェストミンスター寺院との間で分かち合われている。この寺院は、その近隣にあるイングランドおよびウェールズで最大のローマ・カトリック教会の大聖堂であるウェストミンスター大聖堂と混同すべきでない。ロンドンにおける宗教的実践は、他のイギリスあるいは西欧のどの地域での実践よりも低く、アメリカの平均のおよそ7倍低い。聖公会系の教会が広く普及しているにもかかわらず、近年は（特にロンドンの福音的な聖公会系教会で）礼拝出席者が増え始めているものの、毎週の行事はその教派内においては少ない。
ロンドンは相当に大きなヒンドゥー教徒、ムスリム、シク教徒およびユダヤ教徒の諸コミュニティの本拠地でもある。多くのムスリムがタワーハムレッツ区とニューアム区に居住しており、ホワイトチャペル地区のイースト・ロンドン・モスクとリージェンツ・パークの辺縁に位置するロンドン中央モスクは最も重要なムスリム建築である。ロンドン北西部のハーロウ区とブレント区にはヒンドゥー教徒の大きなコミュニティがあり、後者には欧州最大のヒンドゥー教の寺院の1つであるニーズデン寺院がある。
シク教徒の諸コミュニティはイースト・ロンドンとウェスト・ロンドンにあり、特に西部のイーリング区にあるサウスオール地区には、ロンドンで最大のシク教寺院がある。イギリスのユダヤ教徒の大多数はロンドンに居住しており、重要な諸コミュニティがスタンフォード・ヒル地区（ニューヨーク市とイスラエル以外では最大の正統派の地域）と、ノース・ロンドンのセント・ジョンズ・ウッド、ゴルダーズ・グリーンおよびエッジウェアにある。

## 教育
1988年教育改革法が1990年に制定されて以来、公的資金で賄われる教育は、シティ・オブ・ロンドンおよびロンドン32区に対応する、33の地方教育局 (LEAs) を通じて管理されている。1965年から1990年までは、インナー・ロンドン12区とシティ・オブ・ロンドンの教育はインナー・ロンドン教育局が管轄していた。

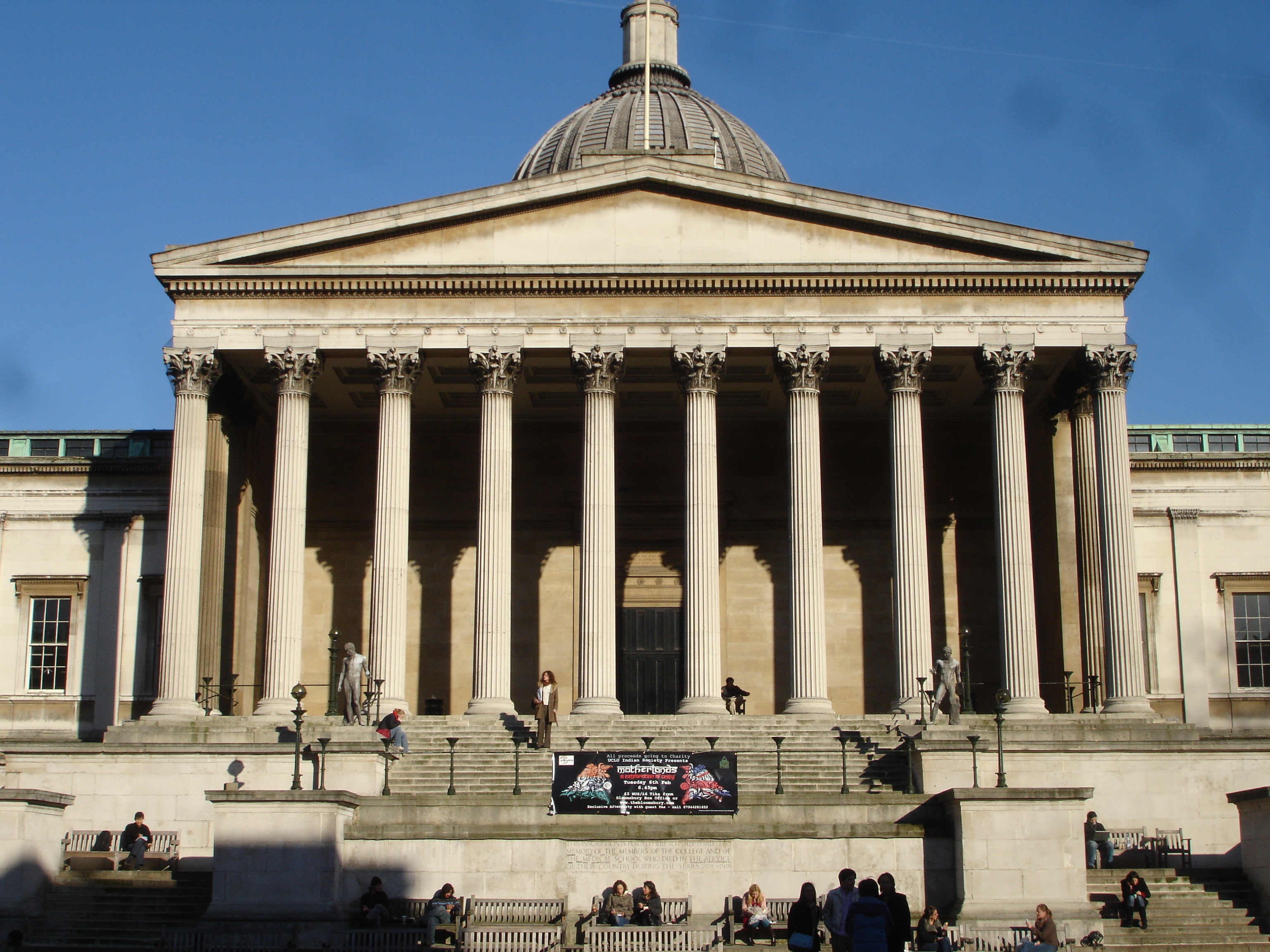
ロンドン大学創立以来の構成組織であるユニヴァーシティ・カレッジ・ロンドン

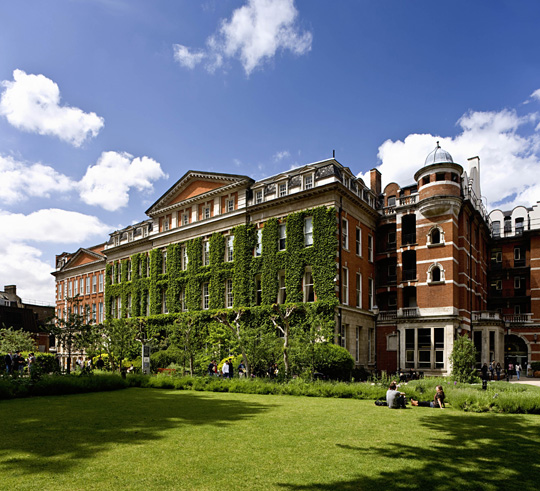
ロンドン大学創立以来の構成組織であるキングス・カレッジ・ロンドン

回状 10/65 (Circular 10/65) の指示により導入された総合制中等学校 (comprehensive school) は、主にグレーター・ロンドンでみられた一方、いくつかのアウター・ロンドンの特別区では19校のグラマースクール（最多はサットン区で5校、ベクスリー区で4校、その他の5区で残りの10校）が存続された。これらの区の公立学校 (state schools) の教育は、（比較的少数の）インデペンデント・スクールよりも優れている。インナー・ロンドンでは私立学校 (private schools) が常に最高の成績を取っており、数の上でも公立校より多い。義務教育修了に相当する中等教育修了一般資格 (General Certificate of Secondary Education, GCSE) および大学入学資格に相当するGCE-Aレベル (GCE-A level) の試験で、アウター・ロンドンの特別区はインナー・ロンドンの特別区よりも広範に良い成績を残している。
GCSE試験で最上位の成績を出した区はキングストン・アポン・テムズ区で、僅差でサットン区がそれに次ぐ成績であった。両特別区はセレクティブスクール (selective schools) を有しており、LEAsが管理するイングランドにおいて、GCSE試験の平均点の上位2位を占めている。次いで、ケンジントン・アンド・チェルシー区がイングランドで3位で、レッドブリッジ区、ハマースミス・アンド・フラム区、ブロムリー区、バーネット区およびハーロウ区がそれに続く。GCSE試験の成績がイングランドの平均を下回ったのは10区のみである。2009年のGCSE試験では全体的に、グレーター・ロンドンはイングランドのリージョンの中で最も良い成績を残した。グレーター・ロンドンは全般的に裕福なリージョンであり、裕福な地域は一般的にGCSE試験の結果が優良である。シティ・オブ・ロンドンには公立学校 (state schools) がなく、インデペンデント・スクールが2校あるのみである。ハーリンゲイ区とケンジントン・アンド・チェルシー区には、GCSE試験に合格する人々がほとんどいない。
LEAsが管理する地域のGCE-Aレベル試験の平均点は、GCSE試験の成績が優良であるのと比較すると、残念な結果である。キングストン・アポン・テムズ区はGCSE試験の成績ではイングランドで1位であるが、GCE-Aレベル試験では平均点にさえ届いていない。ロンドンおよびイングランドでは、サットン区がGCE-Aレベル試験で最高の成績を取っている。ロンドンにおいてGCE-Aレベル試験で成績が上位であった4校のうち3校はサットン区にある。サットン区にあるインデペンデント・スクールは1校のみである。GCE-Aレベル試験の成績で平均を上回った他の数少ない特別区には、ヘイヴァリング区、バーネット区、ベクスリー区、レッドブリッジ区およびイーリング区が挙げられる。ロンドンの多くの特別区でGCE-Aレベル試験の成績が振るわない理由は、多数のインデペンデント・スクールがGCE-Aレベル試験で成績を上げつつあることにあると説明されている。公立学校制度は、16歳で優等生に（公立学校を）迂回して進学されることもしばしばある。より多くの優良なシックス・フォーム・カレッジ (sixth form college) を必要としているロンドン特別区もある。
このリージョンに34校ある継続教育カレッジには、技能助成局 (Skills Funding Agency) および青年学習機構 (Young People's Learning Agency) を通じて資金提供されている。継続教育のカレッジとしては、キングストン・カレッジ (Kingston College) 、ヘイヴァリング・カレッジ (Havering College of Further and Higher Education) 、クロイドン・カレッジ (Croydon College) などの大きなカレッジがある。

### 大学
ロンドン大学 (University of London) は20のカレッジとスクールから構成される連合大学である。そのうち（研究資金の多い順に）主要な高等教育機関 (higher education institutions, HEIs) である2校は、ユニヴァーシティ・カレッジ・ロンドン (UCL) とキングス・カレッジ・ロンドン (KCL) である。KCLとUCLはロンドン大学の一部であり、2007年まではインペリアル・カレッジ・ロンドンもその一部であった。UCLとインペリアル・カレッジは、イングランドではオックスフォード大学とケンブリッジ大学に次ぐ規模の、莫大な研究助成金を受けている。KCLもイングランドで有数の多額の研究助成金を受けている。研究資金面でこれに次ぐ規模の研究教育機関はクイーン・メアリー・ユニヴァーシティ・オブ・ロンドンで、ゴールドスミス・カレッジがそれに続く。UCLとインペリアル・カレッジは各々およそ6億ポンドを得ているなど、上位3校はリージョン内の他のどの機関の総収入額よりも2倍以上を収入を得ている。このリージョンには医科大学が多くあり、カムデン区には王立獣医大学 (Royal Veterinary College, RVC) （ハートフォードシャーのノース・マイムズにも主なキャンパスがある）もある。RVCはリージョン内で中退率が最も低い。
学生数について見ると、ロンドン・メトロポリタン大学、ウエストミンスター大学、ミドルセックス大学、グリニッジ大学、シティ・ユニヴァーシティ・ロンドンが上位5校に入る。
ロンドンの学生の50%はロンドン出身で、約30%は他の地域の出身者である。他地域出身の学生の多くは、南東イングランド、東イングランドおよび（やや少数になるが）南西イングランドの出身者であり、圧倒的多数を占めるのは、これらイングランド南部の出身者である。この地域で生まれた学生の50%超は地域内にとどまり、15%が南東イングランドへ行き、30%がスコットランド、ウェールズ、北東イングランドのいずれかに行き、およそ5%がそれ以外の地域へ行く。イギリスの全国の大学卒業者にとって、ロンドンは魅力的である。
ロンドン大学を卒業したイギリスの学生の70%超はロンドンにとどまり、15%未満が南東イングランドへ、5%超が東イングランドへ、10%がそれ以外の地域へ行く。

## 姉妹都市
GLAは以下の各都市と双子都市または姉妹都市提携を結んでいる。
| 中華人民共和国の旗 | 中国           | 上海           | 上海市             | 2009年 |
| 中華人民共和国の旗 | 中国           | 北京           | 北京市             | 2006年 |
| フランスの旗       | フランス       | パリ           | イル＝ド＝フランス |        |
| ドイツの旗         | ドイツ         | ベルリン       | ベルリン           | 2000年 |
| ロシアの旗         | ロシア         | モスクワ       | 中央連邦管区       |        |
| アメリカ合衆国の旗 | アメリカ合衆国 | ニューヨーク市 | ニューヨーク州     | 2001年 |
| 日本の旗           | 日本           | 東京           | 東京都             | 2005年 |
| ------------------ | -------------- | -------------- | ------------------ | ------ |

特別区 (Borough) の双子・姉妹都市提携については、イングランドの双子都市および姉妹都市の一覧 (List of twin towns and sister cities in England#London) を参照。

## 郵便区域

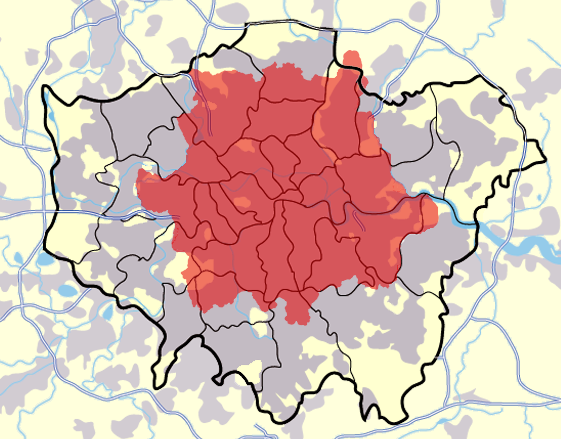
グレーター・ロンドンに対照させて、ロンドン郵便区域 (London postal district) を赤色で示す。

ロンドンの郵便区域 (London postal district) はグレーター・ロンドン全域には及んでいない。グレーター・ロンドンの郊外地域には、グレーター・ロンドンの外側にある郵便町名 (post town) に基づく住所表記がある。

### 地理関連
- セントラル・ロンドン
- インナー・ロンドン
- アウター・ロンドン
- ロンドン特別区
- グレーター・ロンドン都市的地域
- ロンドン都市圏
- ロンドン警視庁管区（英語版）
- M25モーターウェイ

### 政治関連
- ロンドン市長
- グレーター・ロンドン統監の一覧（英語版）
- グレーター・ロンドン州長官の一覧（英語版）
- ロンドン計画（英語版）
- シティ・オブ・ロンドン

### 歴史関係
- 首都土木委員会（1855年-1889年）
- カウンティ・オブ・ロンドン（英語版）（1889年-1965年）
- 大ロンドン計画（1944年）
- グレーター・ロンドン・カウンシル（1965年-1986年）

### その他
- 世界都市
- メガシティ
- メトロポリス